# ハヤカワ演劇文庫
ハヤカワ演劇文庫（ハヤカワえんげきぶんこ）は早川書房が発行している戯曲専門の文庫本であり、日本初の演劇専門文庫である。2006年に刊行を開始した。

## タイトル
1. 『アーサー・ミラー<1> セールスマンの死』（倉橋健・訳）
2. 『ニール・サイモン<1> おかしな二人』（酒井洋子・訳）
3. 『エドワード・オールビー<1> 動物園物語/ヴァージニア・ウルフなんかこわくない』（鳴海四郎・訳）
4. 『清水邦夫<1> 署名人/僕らは生れ変わった木の葉のように/楽屋』
5. 『ニール・サイモン<2> サンシャイン・ボーイズ』（酒井洋子・訳）
6. 『テネシー・ウィリアムズ<1> しらみとり夫人/財産没収ほか』（鳴海四郎、倉橋健・訳）
  1. 「風変りなロマンス」「ロング・グッドバイ」「バーサよりよろしく」「話してくれ、雨のように……」「東京のホテルのバーにて」を収録
7. 『坂手洋二<1> 屋根裏/みみず』
8. 『平田オリザ<1> 東京ノート』
9. 『ソーントン・ワイルダー<1> わが町』（鳴海四郎・訳）
10. 『別役実<1> 壊れた風景/象』
11. 『ジャン・アヌイ<1> ひばり』（岩切正一郎・訳）
12. 『渡辺えり子<1> 光る時間/月夜の道化師』
13. 『ウィリアム・サローヤン<1> わが心高原に/おーい、救けてくれ!』（倉橋健・訳）
14. 『福田善之<1> 真田風雲録』
15. 『アーサー・ミラー<2> るつぼ』（倉橋健・訳）
16. 『マキノノゾミ<1> 東京原子核クラブ』
17. 『坂手洋二<2> 海の沸点/沖縄ミルクブラントの最后/ピカドン・キジムナー』
18. 『アルベール・カミュ<1> カリギュラ』（岩切正一郎・訳）
19. 『渡辺えり子<2> ゲゲゲのげ/瞼の女』
20. 『ニール・サイモン<3> ビロクシー・ブルース』（鳴海四郎・訳）
21. 『清水邦夫<2> 雨の夏、三十人のジュリエットが還ってきた/エレジー』
22. 『三好十郎<1> 炎の人―ゴッホ小伝―』
23. 『ハロルド・ピンター<1> 温室/背信/家族の声』
24. 『ハロルド・ピンター<2> いわばアラスカ/ヴィクトリア駅/丁度それだけ/景気づけに一杯/山の言葉/新世界秩序/パーティの時間/月の光/』
25. 『ハロルド・ピンター<3> 灰から灰へ/祝宴/失われた時を求めて/記者会見/声/それはそれとして』
26. 『トム・ストッパード<1> ユートピアの岸へ』
27. 『トム・ストッパード<2> ロックンロール』
28. 『マイケル・フレイン<1> コペンハーゲン』
29. 『岸田國士<1> 命を弄ぶ男ふたり/ぶらんこ/紙風船/葉桜/恋愛恐怖病/驟雨/屋上庭園/賢婦人の一例/温室の前/明日は天気/頼母しき求縁/ここに弟あり/秘密の代償』